# Дупленский, Константин Петрович
Константин Петрович Дупленский (20 августа 1920, Томск — 16 октября 1986, Челябинск) — советский кинооператор-документалист, фронтовой кинооператор. Заслуженный деятель искусств РСФСР (28.07.1980).

## Биография
Родился в 1920 году в Томске.
В 1942 году окончил операторский факультет ВГИКа.
В годы Великой Отечественной войны — фронтовой кинооператор сначала на Западном фронте, затем на Северо-Кавказском, снимал боевые действия Черноморского флота. С февраля 1944 военный кинооператор киногруппы политуправления 3-го Украинского фронта.
Принимал участие в съемках документальных фильмов: «Битва за Севастополь», «Дети и война», «Победа на юге», «Будапешт», «Вена», «Разгром Японии», позже снятые им документальные кадры вошли в 20-тисерийную киноэпопею «Великая Отечественная» (1979).
Награждён медалями «За оборону Кавказа» (1944) «За победу над Германией» (1945), двумя орденами Отечественной войны II степени (1945, 1985).
С 1946 года — оператор Свердловской киностудии, возглавлял корреспондентский пункт в Челябинске.
Многие документальные сюжеты, снятые им, использовались в кинопериодике — «Новости дня», «Пионерия». Участник съёмок документальных фильмов «Трижды орденоносный» (1958), «По дорогам Приморья» (1960), «В глубоком разрезе» (1960), «Свердловск» (1961), «Главная улица» (1966), «По дорогам войны» (1968) и других.
Был вторым оператором на съёмках художественных фильмов «Страницы жизни» (1948) и «Ваня» (1958).
В 1980 году присвоено звание «Заслуженный деятель искусств РСФСР».
Умер в 1980 году в Челябинске, похоронен на Градском кладбище.